# Colline fortifiée d'Högholmen
L'île fortifiée d'Högholmen (en finnois : Högholmenin linnasaari) est une colline fortifiée sur une île du village d'Hiittinen à Kimitoön en Finlande.

## L'île

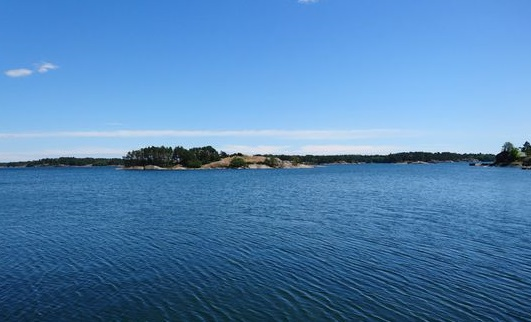
Högholmen en 2018

Högholmen est une petite île rocheuse dans l'est du village d'Hiittinen à Dragsfjärd qui a servi de lieu de repos sur la route commerciale des Varègues aux Grecs.
Högholmen mesure environ 105 m x 100 m.
Ses rivages escarpés à l'est et à l'ouest sont caractéristiques de l'île.
Le point culminant de l'île est à 10,7 mètres d'altitude.
Au nord, l'île se rétrécit et devient plus basse.
Au sommet de l'île, la végétation est rare, constituée uniquement d'herbe.
Dans la forêt du nord, poussent des pins et, à certains endroits, des genévriers
Des fouilles archéologiques ont eu lieu sur l'île à la fin du XIXe siècle et au début des années 1970.

## Constructions
Des restes d'équipements portuaires datant de la fin du XIVe siècle ont été retrouvés devant la falaise abrupte de Högholmen.
Le port était à l'origine au sud de Högholmen, sur les rives du Kyrksundet peu profond, à quelques kilomètres de là.
Le Kyrksundet était trop peu profond, ce qui a conduit au déplacement du port vers l'île rocheuse abritée de Högholmen, qui était aussi accessible aux navires de haute mer,.